# Лена Стаменкович
Лена Стаменкович е сръбска певица, която печели за страната си седмо място на детския песенен конкурс „Евровизия 2015“ в българската столица София.
Родена е в близкия до границата с България град Зайчар на първи юни – международният ден на детето. Израства заобиколена от музика и изкуства: баща ѝ пее и свири на тромпет в местна група, а дядо ѝ бил художник. Прави дебюта си на кръщенето на по-малкия си брат и оттогава се занимава с пеене активно. Учи в начално музикално училище, където не само усъвършенства вокалните си способности, но и свири на пиано.
Въпреки крехката си възраст Лена притежава мощен глас. Веднъж докато упражнявала пеенето си вкъщи се пропукала една електрическа крушка. Тя не е съвсем сигурна дали това е било просто съвпадение или за това е бил виновен гласът ѝ, но със сигурност тази случка не се е оказала пречка да спре да се упражнява.
Прослушвания в Сърбия отвеждат Лена към участие в шоуто за таланти „Пинкове звездице“, където завършва на четвърто мясято в крайното класиране. През сезона покрива песни от различни стилове, включително евровизионни хитове на Селин Дион, Бони Тайлър и Нина Бадрич. Тя вижда участието си в шоуто като изключителна възможност да сподели таланта си с другите, но също и да се забавлява и да завързва приятелства.
Определя се като положително настроена и щастлива, а същевременно и много решителна. Поставя си високи цели и не се оставя на предизвикателствата, към които се отнася като към игра. Наслаждава се на всички музикални жанрове. Сред нейните любими изпълнители са Селин Дион, Алиша Кийс, Марая Кери, Майкъл Джексън и Куийн. Освен музиката обича рисуването, плетенето, правенето на прически и актьорското майсторство.
Песента ѝ за детския песенен конкурс „Евровизия 2015“ се нарича „Ленина песма“ (Песента на Лена). Тя е написана от Леонтина Вукоманович, която допринася за „Beauty Never Lies“ на сръбския представител на „Евровизия“ „за възрастни“ от 2015 година Бояна Стаменов, както и „Лане моје“ на Желко Йоксимович от 2004 година. Разбира се, Лена също е автор на песента, както и повелява традицията на детския песенен конкурс. Аранжиментът е дело на Душан Алагич.